# Žofie Šarlota Braniborsko-Bayreuthská
Žofie Šarlota Braniborsko-Bayreuthská (27. července 1713, Weferlingen – 2. března 1747, Ilmenau) byla německou šlechtičnou z rodu Hohenzollernů a sňatkem sasko-výmarskou a sasko-eisenašskou vévodkyní.
Narodila se ve Weferlingenu jako čtvrté z pěti dětí Jiřího Fridricha Karla Braniborsko-Bayreuthského a Dorothey Šlesvicko-Holštýnsko-Sonderbursko-Beckské. V roce 1716 byla její matka shledána vinnou z cizoložství a uvězněna. Žofie Šarlota ji zřejmě už nikdy neviděla.

## Život
Žofie se 7. dubna 1734 v Bayreuthu provdala za Arnošta Augusta I., sasko-výmarského vévodu, jehož se stala druhou manželkou. Měla s ním čtyři děti:
- 1. Karel August Evžen (1. 1. 1735 Výmar – 13. 9. 1736 tamtéž), dědičný princ sasko-výmarský[1]
- 2. Arnošt August II. Sasko-Výmarsko-Eisenašský (2. 6. 1737 Výmar – 28. 5. 1758 tamtéž), vévoda sasko-výmarsko-eisenašský od roku 1748 až do své smrti[2]
⚭ 1756 Anna Amálie Brunšvicko-Wolfenbüttelská (24. 10. 1739 Wolfenbüttel – 10. 4. 1807 Výmar)[3]
- 3. Ernestina Sasko-Výmarská (4. 1. 1740 Výmar – 10. 6. 1786 Hildburghausen)[4]
⚭ 1758 Arnošt Fridrich III. Sasko-Hildburghausenský (10. 6. 1727 Königsberg – 23. 9. 1780 Seidingstadt), vévoda sasko-hildburghausenský od roku 1745 až do své smrti[5]
- 4. Arnošt Adolf Felix (23. 1. 1741 Výmar – 23. 1. 1743 tamtéž)[6]

26. července 1741 se Žofie Šarlota stala také vévodkyní sasko-eisenašskou, poté co manžel tuto zemi zdědil.
Žofie Šarlota zemřela 2. března 1747 v Ilmenau, kde byla také pohřbena.